# انتون (بازیکن فوتبال)
انتون (انگلیسی: Antón; ۲ ژوئیهٔ ۱۹۱۴ – ۳۰ اکتبر ۲۰۰۵) بازیکن فوتبال اهل اسپانیا بود.
از باشگاه‌هایی که در آن بازی کرده‌است می‌توان به باشگاه فوتبال رئال اویدو و باشگاه فوتبال رئال ساراگوسا اشاره کرد.